# Bainbridgeův reflex
Bainbridgeův reflex je reflex, jenž zvyšuje srdeční frekvenci v důsledku zvýšení objemu krve. Zvýšený objem krve je detekován baroreceptory lokalizovanými v obou srdečních síních. Větší význam pro tento reflex mají baroreceptory v pravé síni.

## Historie
Britský fyziolog Francis Arthur Bainbridge zveřejnil objev tohoto reflexu v roce 1915 po experimentech se psy. Bainbridge zjistil, že přidaný objem krve nebo sůl vyvolají u zvířete zvýšení srdeční frekvence, což se stalo i v případech, kdy nedošlo ke zvýšení arteriálního tlaku krve. Později pozoroval, že srdeční frekvence se zvýšila, když tlak v žilách se dostatečně zvýšil na to, aby mohl roztáhnout pravou předsíň. Denervace obou bloudivých nervů ke zvýšení srdeční frekvence nevedla.

## Řízení srdeční frekvence
Bainbridgeův reflex a baroreceptorový reflex (baroreflex) působí navzájem protichůdně. Baroreceptorový reflex působí snížení srdeční frekvence, když předtím vzrostl tlak krve. Když se objem krve zvýší, dominuje Bainbridgeův reflex. Když se objem krve sníží, dominuje baroreflex.

### Žilní návrat
Zvýší-li se žilní návrat, tlak v horní a dolní duté žíle se zvýší. To vede ke zvýšení tlaku v pravé předsíni. Zvýšený tlak v pravé předsíni stimuluje tamní baroreceptory ve stěnách předsíně. Tyto receptory vyšlou signály do kardiovaskulárního centra nacházejícího se v prodloužené míše, které informuje centra řídící sympatikus. Sympatikus prostřednictvím beta receptorů na SA uzlu zapříčiní zvýšení srdeční frekvence, které může vést až k tachykardii.
Zvýšení srdeční frekvence vede ke snížení tlaku v horní a dolní duté žíle mechanismem zvýšení žilního návratu. Nejdříve se sníží tlak v pravé předsíni. Podtlak v pravé předsíni znamená vyšší přísun krve z horní a duté žíly, což vede ke snížení tlaku i v nich. Tento stav trvá, dokud tlak v pravé síni je normalizován. Postupně dojde i k normalizaci srdeční frekvence.

### Síňové baroreceptory
V pravé síni se baroreceptory nachází blízko vyústění dutých žil a sinus coronarius. V levé síni blízko odstupu plicních žil. Reagují na změny objemů v síních, proto se také nazývají volumoreceptory. Síňové receptory se dělí na dvě skupiny: A a B. Součástí Bainbridgeova reflexu jsou receptory typu A, které reagují maximálně při systole síní. Signály do CNS jdou cestou bloudivého nervu (X.hlavového nervu - n. Vagus). Při zvýšeném žilním návratu se receptory typu A podráždí i mimo systolu síní.

### Vasopresin a ANP
Zvýšené roztažení nevyvolá jen zvýšení srdeční frekvence, nýbrž také snížení sekrece vasopresinu (antidiuretického hormonu) v neurohypofýze. Snížené množství vasopresinu v krvi vyvolá snížení resorpce vody v tubulech nefronů ledvin, tedy ke zvýšení diurézy (množství vyloučené vody ledvinami). To vede k normalizaci objemu krve a tím i krevního tlaku. Kromě toho zvýšené podráždění baroreceptorů vede ke zvýšení sekrece atriálního natriuretického peptidu (ANP), který také přispívá ke zvýšenému vylučování vody (a sodíku) ledvinami.

## Respirační arytmie
Bainbridgeův reflex se podílí na vzniku fyziologické respirační arytmie: Při nádechu dochází ke snížení nitrohrudního tlaku. To se promítá mimo jiné i ve zvýšeném žilním plnění během inspirace (nádechu). To zaznamenávají baroreceptory, které prostředním Bainbridgeova reflexu rytmicky konstantně aktivují sympatikus.